# Torckler Rocks
Torckler Rocks är en kulle i Antarktis. Den ligger i Östantarktis. Australien gör anspråk på området. Toppen på Torckler Rocks är 12 meter över havet.
Terrängen runt Torckler Rocks är platt. Havet är nära Torckler Rocks åt nordväst. Trakten är glest befolkad. Närmaste befolkade plats är Davis Station, 1,2 kilometer nordost om Torckler Rocks. 